# Аллен (Ірландія)
Аллен — село в Ірландії, у графстві Кілдер (провінція Ленстер) біля траси R415 між Кілмігом і Мілтауном.